# Синдром короткого интервала QT
Синдром короткого интервала QT – генетическое заболевание, при котором поражается электрическая система сердца.
Заболевание характеризуется определённым симптомокомплексом, включающим укорочение интервала QT (≤ 300 мс), выявляемое методом электрокардиографии, высокими и заостренными зубцами T.
Анатомическая структура миокарда при этом остается нормальной.
Синдром короткого интервала QT наследуется по аутосомально-доминантному типу.

## Симптомы
Пациенты с синдромом короткого интервала QT часто страдают приступами сердцебиения, «необъяснимыми» потерями сознания (синкопе).

## Генетика
Полагают, что причиной заболевания могут быть мутации генов KCNH2, KCNJ2 и KCNQ1.
Эти гены кодируют структуру особых образований клеток сердца — ионных каналов.
Эти каналы транспортируют положительно заряженные микрочастицы (ионы) калия внутрь и извне клетки, и играют важнейшую роль в функционировании миокарда.
Мутации генов KCNH2, KCNJ2 или KCNQ1 приводят к усилению активности калиевых каналов, что изменяет нормальный поток калия.
Это создает условия для нарушений ритма сердца, изменениям формы зубца T и продолжительности интервала QT.
Из-за наследственной природы заболевания и доминантного типа наследования, в семьях пациентов прослеживаются случаи внезапной смерти в молодом возрасте (даже в младенчестве), сердцебиения, фибрилляции предсердий.
Синдром короткого интервала QT ассоциирован с увеличенным риском внезапной смерти, как правило, вследствие фибрилляции желудочков.

## Диагноз
Устанавливается на основании характерной истории заболевания (анамнеза), данных ЭКГ и электрофизиологического исследования (ЭФИ).

### ЭКГ
Характерной находкой является укорочение интервала QT (как правило менее 300 мс); при этом его продолжительность мало зависит от частоты ритма.
Высокие заостренные зубцы T. Возможны нарушения ритма сердца — т.н предсердный ритм или фибрилляция предсердий.

### ЭФИ
Пациенты имеют короткий период восстановления способности сердечной мышцы к повторному возбуждению после предыдущего возбуждения (рефрактерный период).
При программируемой стимуляции часто удается воспроизвести фибрилляцию желудочков.

## Патофизиология
Окончательно не ясна.

## Лечение
Наиболее адекватным методом на сегодняшний день считается имплантация кардиовертера-дефибриллятора.